# 中央更生保護審査会
中央更生保護審査会（ちゅうおうこうせいほごしんさかい）は、日本の法務省の審議会等の一つ。更生保護法に基づき設置される。恩赦の実施に関する法務大臣への申出、仮釈放の審査などを行う。

## 概要
犯罪者予防更生法に基づく「更生保護の機関」として設置・運営されてきたが、2008年6月1日に後継の法律である更生保護法が施行（犯罪者予防更生法は廃止）され、以後は同法に基づく機関とされている。中央更生保護審査会は、法務省本省に設置され、委員長と委員4人で構成される。地方更生保護委員会の決定について審査を行ったり、法務大臣に恩赦の実施について上申することを任務としている。